# Eisenbahnunfall von McDonough
Bei dem Eisenbahnunfall von McDonough stürzte am 23. Juni 1900 ein Zug von einer Brücke. Mindestens 35 Menschen starben.

## Unfallhergang
Die steinerne Bogenbrücke auf einer Bahnstrecke der Southern Railway in Georgia, USA, in der Nähe des Ortes McDonough, über einen Fluss war ausgewaschen worden. Ein mit Arbeitern, die an anderer Stelle eine Reparatur vornehmen sollten, besetzter Bauzug stürzte 20 Meter in die Tiefe, als er die Brücke befuhr. Beim Absturz verkeilten sich die abstürzenden Fahrzeuge in den Brückentrümmern und brannten aus.